# Setzregal

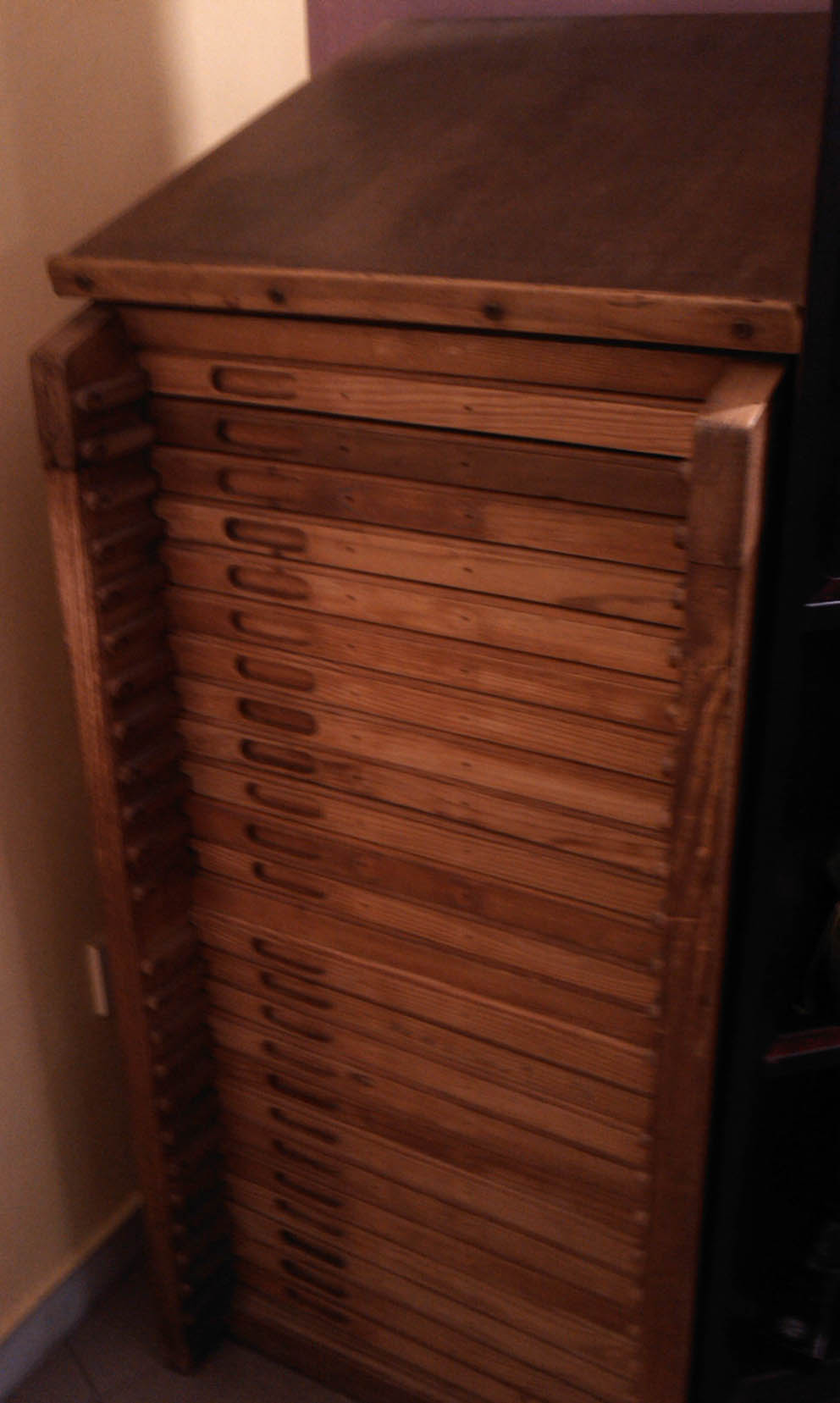
Setzregal

Ein Setzregal ist ein Regal mit Schubladen, das dem Schriftsetzer gleichzeitig als Arbeitsplatz dient. Die Einschübe des Regals nehmen dabei die verschiedenen Setzkästen mit Schriftmaterial auf.
Grundsätzlich unterscheidet man bei den Setzregalen Typen mit einem Schrägpult von denjenigen mit ebener Arbeitsfläche. Auf dem Schrägpult kann der für die Setzarbeit benötigte Setzkasten aufgelegt werden, eine Leiste an der vorderen Kante verhindert das Hinunterrutschen.
Der Regaltyp ohne Schrägpult bietet eine ebene Arbeitsfläche, oft aus einer Zinkplatte.
Eine Zwischenform der beiden Typen wird durch Aufsatz- oder Rollpulte auf Schienen erreicht, die auf der ebenen Arbeitsfläche bewegt werden können.
Danach werden die Regaltypen noch anhand der Anzahl der Schriftkastenplätze (Schübe) unterschieden:
- Setzregale für Brotschriftenkästen (über die gesamte Breite des Setzregals),
- Setzregale für Antiqua- und Steckschriftenkästen (die normale Ausführung),
- Setzregale mit Stehschriftenbrettern,
- Setzregale mit nur Steckschriftenkästen.

Die Abmessungen der Setzregale waren genormt. Alle Varianten hatten eine Höhe von 100 cm und eine Tiefe von 65 cm. Bei den Ausführungen mit Schrägpult betrug die hintere Höhe 130 cm. Die Breite war abhängig von den Abmessungen der eingelagerten Schriftkästen. So gab es große Setzregale mit 105 cm Breite, kleine mit 75 cm Breite und Regale für Steckschriften, die 36 cm breit waren. Der Schriftsetzer arbeitete an den Regalen üblicherweise im Stehen.
In den frühen Jahren des Buchdrucks war in den Setzregalen (Schrägpulte) oft noch ein Fach vorgesehen, in welchem der Setzer seine Vesper oder andere private Dinge unterbringen konnte.
Siehe auch: Buchdruck, Handsatz